# Stazione di Igea Marina
La stazione di Igea Marina è una stazione ferroviaria posta sulla linea Ferrara-Rimini, a servizio del centro abitato di Bellaria-Igea Marina.

## Storia
La fermata di Igea Marina venne attivata il 5 luglio 1923 come "fermata balneare" e servizio limitato alla stagione estiva. Successivamente venne tramutata in stazione ordinaria, utilizzata durante tutto l'anno.

## Movimento
La stazione è servita da treni regionali svolti da Trenitalia Tper nell'ambito del contratto di servizio stipulato con la regione Emilia-Romagna.
A novembre 2019, la stazione risultava frequentata da un traffico giornaliero medio di circa 207 persone (98 saliti + 109 discesi).

## Servizi
La stazione è classificata da RFI nella categoria bronze.